# نيستانك
نيستانك هي قرية في مقاطعة نائين، إيران. عدد سكان هذه القرية هو 216 في سنة 2006.